# Assia-Rotenburg

Lo stemma dell'Assia-Rotenburg

L'Assia-Rotenburg fu un Langraviato della Germania che terminò la sua esistenza nel 1834.
Nel 1627 Ernesto (1623-1693), il figlio più giovane di Maurizio d'Assia-Kassel (m. 1632), ricevette Rheinfels e la bassa Contea di Katzenelnbogen come eredità, e molti anni dopo, alla morte dei due suoi fratelli, aggiunse nei suoi domini anche Eschwege, Rotenburg, Wanfried e altri distretti.
Ernesto, che si era convertito al cattolicesimo, fu un grande viaggiatore ed uno scrittore produttivo. Nel 1700 circa i suoi due figli, Guglielmo (m. 1725) e Carlo (m. 1731), divisero i loro territori e fondarono le famiglie di Assia-Rotenburg e Assia-Wanfried. Quest'ultima famiglia si estinse nel 1755 quando il nipote di Guglielmo, Costantino (m. 1778), riunì tutte le terre eccetto Rheinfels, che venne acquisita dall'Assia-Kassel nel 1735, mentre lui governò personalmente l'Assia-Rotenburg come Langravio.
Alla Pace di Lunéville del 1801 la parte del langraviato sulla riva sinistra del Reno si arrese alla Francia e nel 1815 altre parti vennero cedute alla Prussia; il Langravio Vittorio Amedeo venne ricompensato con l'Abbazia di Corvey e il Ducato di Ratibor, in Slesia. Vittorio fu l'ultimo membro maschio di questa famiglia, perciò, con il consenso della Prussia, cedette il titolo ed i diritti sulle sue terre ai nipoti Vittorio e a Chlodwig zu Hohenlohe-Schillingsfürst. Quando il 12 novembre 1834 il langravio morì, le parti rimanenti dell'Assia-Rotenburg vennero unite all'Assia-Kassel in accordo con i concordati del 1627. Va detto infatti che l'Assia-Rotenburg non fu mai completamente indipendente dall'Assia-Kassel.
Membro importante di questa famiglia fu Carlo Costantino (1752-1821), figlio minore del Langravio Costantino, detto "Citoyen Hesse", che prese parte alla rivoluzione francese.

## Langravi di Assia-Rotenburg (1627–1834)
- Ermanno, 1627–1658
- Ernesto, 1658–1693
- Guglielmo, 1693–1725
- Ernesto Leopoldo, 1725–1749
- Costantino, 1749–1778, ereditò Eschwege nel 1755
- Carlo Emanuele, 1778–1806 (m. 1812)

Nel 1806 venne annesso al Regno di Vestfalia, nel 1813 venne restaurato sotto il governo degli Elettori d'Assia
- Vittorio Amedeo, 1813–1834

Nel 1834 la linea di Assia-Rotenburg si estinse e venne riunita a quella degli Assia-Kassel